# 김로
김로(金輅, 1355년 ~ 1416년)는 고려 말 조선 초의 무신이자 조선의 개국공신이다. 본관은 연안(延安)이다.

## 생애
1392년 7월 17일 조선 개국에 참여하여 개국 3등공신에 책록되었고, 1398년 제1차 왕자의 난에서의 공로로 정사 2등공신에 책록되었다. 1402년 중군 도총제(都摠制)로 올라갔고, 1406년 서북면 도순문사(都巡問使) 겸 평양 윤(尹)이 되었다. 1408년에는 하정사로서 명나라에 가 다섯 달만에 돌아왔다. 아들은 김영철(金永轍)·김영륜(金永輪) 둘을 두었다. 군호는 연성군(延城君), 시호는 공경(恭頃)이다.